# Zuurstof-15
Zuurstof-15 of 15O is een radioactieve isotoop van zuurstof. De isotoop komt van nature niet op Aarde voor.
Zuurstof-15 ontstaat door radioactief verval van fluor-16. Net als zuurstof-18 wordt de isotoop gebruikt in de positronemissietomografie (PET).

## Radioactief verval
Zuurstof-15 vervalt door bètaverval tot de stabiele isotoop stikstof-15:
{\displaystyle {\ce {{^{15}_{8}O}->{^{15}_{7}N}+{e^{+}}+{\nu }_{e}}}}
De isotoop heeft een halveringstijd van ongeveer 122 seconden.
12O · 13O · 14O · 15O · 16O · 17O · 18O · 19O · 20O · 21O · 22O · 23O · 24O · 25O · 26O · 27O · 28O